# A las cinco de la tarde (película de 1961)
A las cinco de la tarde es una película española estrenada en 1961 y dirigida por Juan Antonio Bardem, Inspirada en el drama "La cornada" de Alfonso Sastre y en “La fiera" de Juan Antonio Bardem. B/N

## Argumento
Una visión crítica del mundo taurino basada en el antagonismo de dos toreros ante una corrida de toros crucial en la carrera de ambos. El uno, ya en declive y temeroso. El otro, en la cumbre de su carrera.